# Chilperik van Aquitanië
Koning Chilperik II van Aquitanië regeerde (632) maar één jaar over Aquitanië, nadat hij koning Charibert II was opgevolgd. Toen hij stierf werd zijn rijk opgeslokt door het verenigde Frankische rijk van koning Dagobert I. Het onderkoninkrijk Aquitanië was niet meer. De eerste hofmeier van betekenis Pepijn van Landen en de bisschoppen, de heilige Eligius of Eloi en de heilige Ouen, hielpen de koning, het eindelijk terugverenigde Frankenrijk, zoals ten tijde van Clovis I, met raad en daad te besturen.